# Ouverture Erasmus Montanus
Ouverture Erasmus Montanus is een compositie van Knudåge Riisager. De Deense componist haalde zijn inspiratie voor dit werk uit het toneelstuk Eramus Montanus van Ludvig Holberg. Het was in eerste instantie bedoeld als concertouverture, pas in later tijden werd het daadwerkelijk gebruikt als muzikale opening van het toneelstuk.
Het werk had al direct de wind tegen. De Deense concertvereniging, die destijds de nieuwe werken “inspeelde” vond het veel te modern en moeilijk en wilde het niet uitvoeren. De startproblemen waren waarschijnlijk toe te wijzen aan het feit dat Riisagers leraar Peder Gram destijds in onmin leefde met de vereniging. De première werd dan ook uitbesteed aan Zweden. De collegacomponist Ture Rangström leidde het Göteborg Symfonieorkest op 15 oktober 1924. Achteraf werd geconstateerd dat Rissager het werk toen voorzien had van een nieuwe orkestratie. Pas na die première werd het wat vaker uitgevoerd, bijvoorbeeld tijdens voorstellingen in 1925 in Århus en in 1947 Kopenhagen. Opvallend was dat de recensies in die jaren ook nog spraken van een hypermodern en moeilijk de begrijpen werk. Ook bij de recensie door Gramophone (2012) van onderstaande opname op Dacapo was er sprake van "weinig toegankelijk".  
De ouverture kent vier tempo-indelingen: Andante, Allegro vivace, Tempo di menuetto grazioso en Allegro vivace. In de partituur is opgetekend dat het werk gezien moet worden als muzikale weergave in de geest waarin het toneelstuk is geschreven; er is geen binding met de karakters uit het toneelstuk.
Orkestratie:
- 3 dwarsfluiten, 2 hobo’s, 2 klarinetten, 2 fagotten
- 4 hoorns, 2 trompetten, 3 trombones, geen tuba
- pauken
- violen, altviolen, celli, contrabassen